# Cattedrale dell'Immacolata Concezione (Monaco)
La cattedrale dell'Immacolata Concezione (in francese: cathédrale Notre-Dame-Immaculée) è il luogo di culto più importante del Principato di Monaco, chiesa madre dell'arcidiocesi di Monaco.

## Storia
L'attuale cattedrale sorge sul luogo in cui si trovava precedentemente un'altra chiesa. Questa, dedicata a San Nicola di Myra, era stata costruita nel 1252, ma venne distrutta nel 1874 per far posto alla nuova costruzione, per volere del principe Carlo III di Monaco.
Una nuova chiesa dedicata a San Nicola è poi sorta nel quartiere di Fontvielle.
La prima pietra del nuovo tempio neoromanico fu posata il 6 gennaio 1875. I lavori della chiesa, costruita in pietra bianca della Turbie, furono ultimati il 12 novembre 1903, ma fin dal 1884 la chiesa, non ancora cattedrale, era aperta al culto. La consacrazione avvenne però solo nel 1911.
Nel 1976 è stato inaugurato il grande organo a canne della chiesa, che è stato radicalmente restaurato ed ampliato nel 2011.
Nel vicolo adiacente all'edificio si può vedere una campana proveniente dalla vecchia chiesa di Saint-Nicolas, fusa nel 1484, la quale suonò in occasione dell'espulsione della guarnigione spagnola dal principato di Monaco da parte del principe Onorato II Grimaldi nel 1641.

## Descrizione

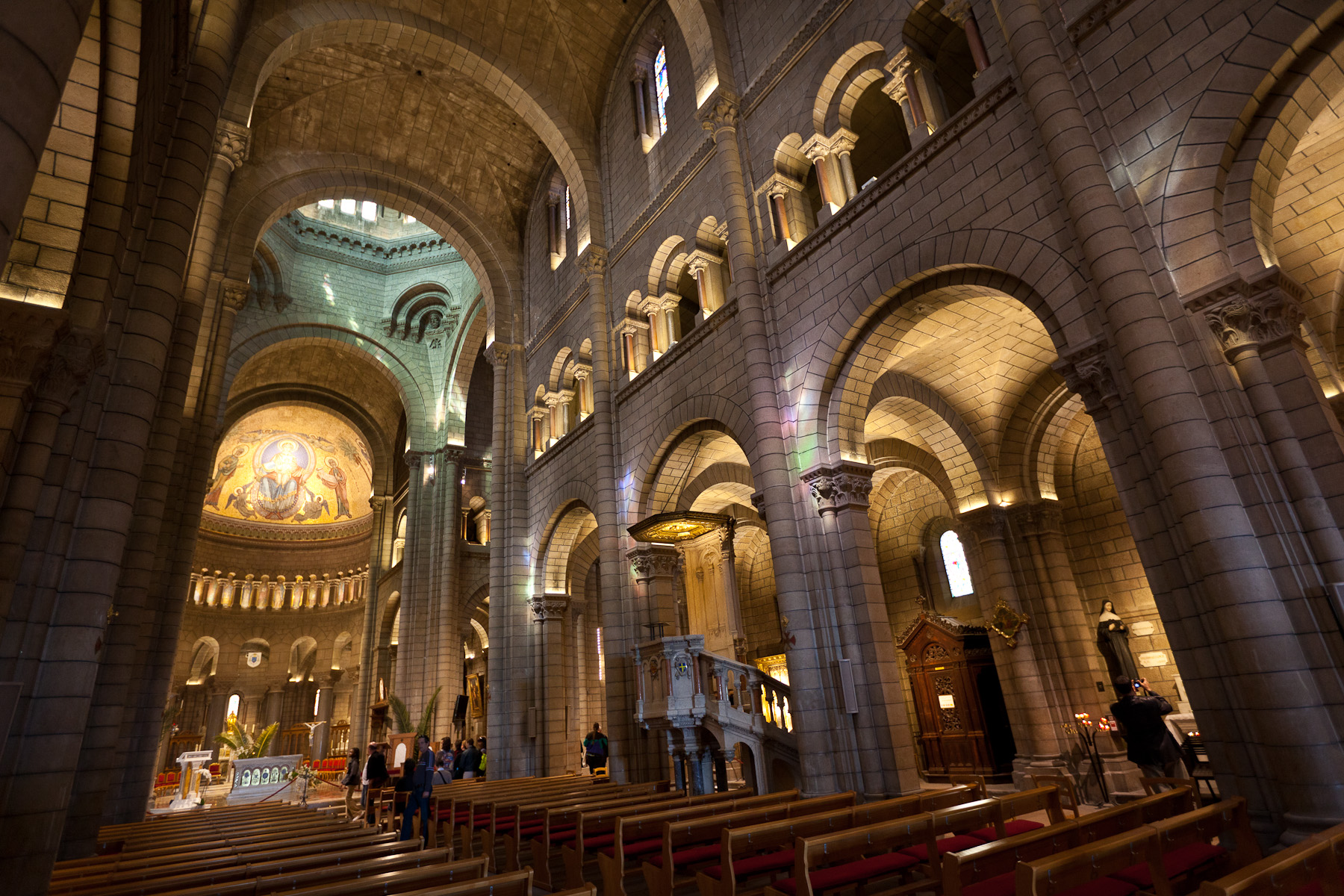
Interno

La cattedrale dell'Immacolata Concezione sorge nel quartiere di Monaco Vecchia, centro storico della città di Monaco. 
Il complesso della chiesa è lungo 72 metri per una larghezza di 22 metri ed un'altezza di 18 metri.
La facciata della chiesa, in blocchi di pietra levigati, è a salienti con la parte centrale più stretta rispetto alle due laterali. Alla base, si aprono i tre portali strombati, ognuno decorato da una lunetta scolpita e sorretto da colonnine con capitelli scolpiti. Sopra il portale centrale, vi è una grande trifora con rosone circolare, sormontata da un bassorilievo raffigurante Cristo Pantocratore fra due angeli.
Il severo interno della cattedrale è suddiviso in tre navate con sovrastanti matronei da pilastri in blocchi di pietra. Gli interni sono realizzati in porfido rosso, in marmo blu del massiccio dell'Esterel, in marmo verde e in granito dei Vosgi, nonché in granito di Biella ed in marmo di Carrara. Vi si trovano tre cappelle, una con le reliquie di santa Devota, patrona della famiglia principesca, del principato e della diocesi di Monaco, la cappella di San Romano, soldato martire e protettore del principato, e la cappella del Santissimo Sacramento, luogo deputato alla sepoltura dei vescovi e degli arcivescovi di Monaco.
Fra le varie opere d'arte presenti nella chiesa, vi sono la pala d'altare raffigurante San Nicola, realizzata da Ludovico Brea nell'agosto del 1500 per la vecchia chiesa, e il Trittico di Santa Devota. Il presbiterio, riadattato dopo la riforma liturgica, presenta al centro l'altare maggiore in stile neoromanico e, in posizione arretrata, la cattedra vescovile. Nel deambulatorio, alla sinistra dell'area presbiterale, vi sono le tombe di Ranieri III di Monaco e della principessa consorte Grace Kelly.
Il grande organo a canne della cattedrale venne costruito nel 1976 dall'organaro francese Jean-Loup Boisseau con quattro tastiere e pedaliera per un totale di 60 registri. Nel 2009-2011, lo strumento è stato radicalmente restaurato dalla ditta organaria belga Manufacture d'Orgues André Thomas. Durante questo intervento, i registri sono stati portati a 83 (dei quali 77 reali), la trasmissione (mista) ricostruita, realizzata una nuova cassa. Lo strumento ha quattro tastiere di 61 note ciascuna, una pedaliera di 32 ed una sezione indipendente (Chamades) assegnabile a ciascun manuale.

## Personalità sepolte nella cattedrale di Monaco

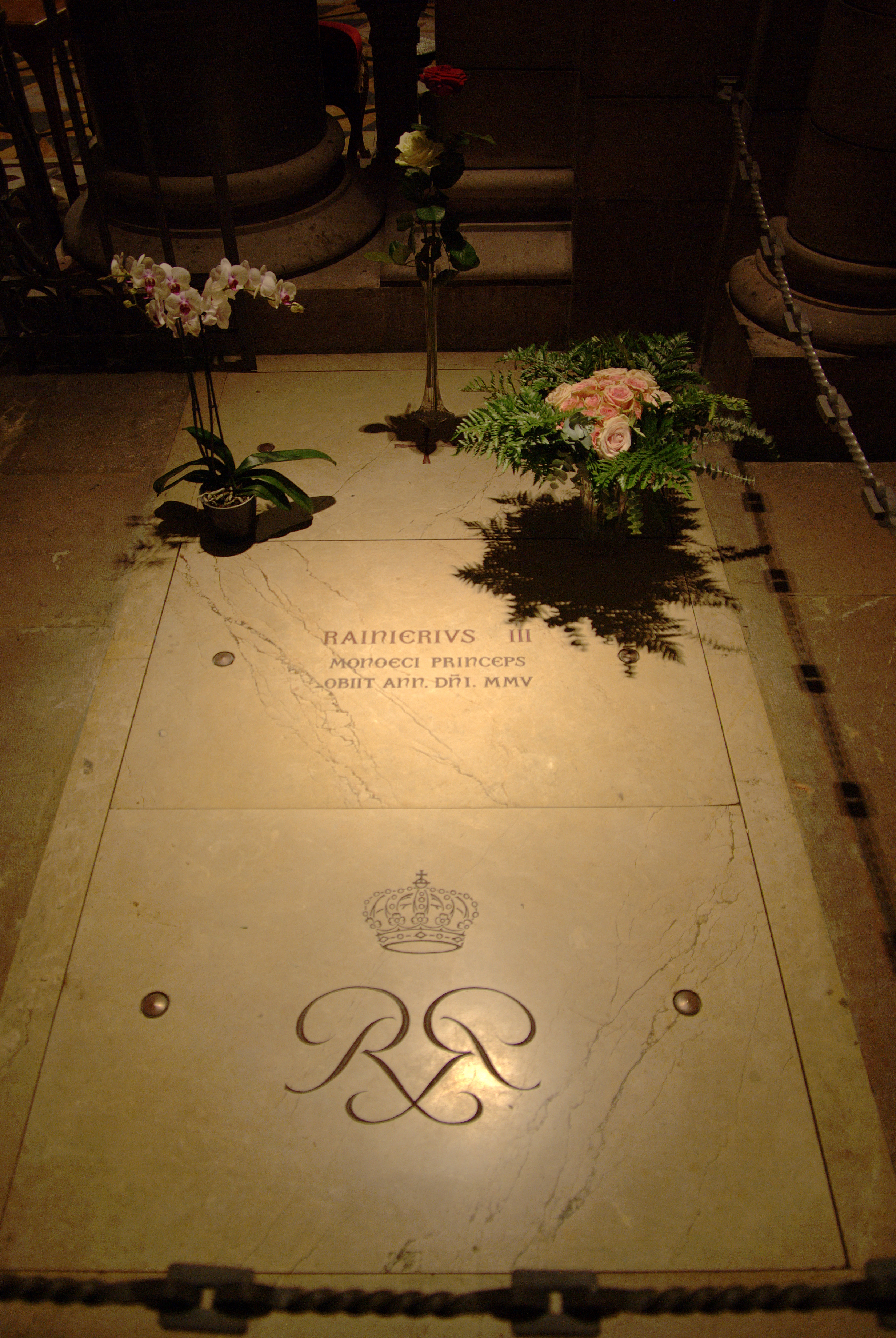
La tomba di Ranieri III di Monaco

- Alberto I di Monaco (1889-1922), principe di Monaco
- Antoinette de Mérode-Westerloo (1828-1864), principessa consorte del Principato di Monaco
- Antonio I di Monaco (1661-1731), principe di Monaco e marchese di Baux
- Agostino Grimaldi (1482-1532), reggente di Monaco e vescovo di Grasse
- Louise d'Aumont (1759-1826), principessa di Monaco
- Carlo II di Monaco (1555-1589), signore di Monaco
- Carlo III di Monaco (1818-1889), principe di Monaco
- Chevalier de Grimaldi (1697-1784), reggente di Monaco
- Florestano I di Monaco (1785-1856), principe di Monaco
- Ercole di Monaco (1562-1604), signore di Monaco
- Onorato I di Monaco (1522-1581), signore di Monaco
- Onorato II di Monaco (1597-1662), principe di Monaco
- Onorato IV di Monaco (1758-1819), principe di Monaco
- Onorato V di Monaco (1778-1841), principe di Monaco
- Giovanni II di Monaco (1468-1505), signore di Monaco
- Grace Kelly (1929-1982), attrice statunitense e principessa consorte del Principato di Monaco
- Ippolita Trivulzio (1600-1638), principessa consorte del Principato di Monaco
- Luigi I di Monaco (1642-1701), principe di Monaco
- Luigi II di Monaco (1870-1949), principe di Monaco
- Luisa Ippolita di Monaco (1697-1731), principessa di Monaco
- Luciano I di Monaco (1487-1523), signore di Monaco
- Maria Carolina Gibert de Lametz (1793-1879), attrice teatrale francese e principessa consorte del Principato di Monaco
- Ranieri III di Monaco (1923-2005), principe di Monaco

## Galleria d'immagini

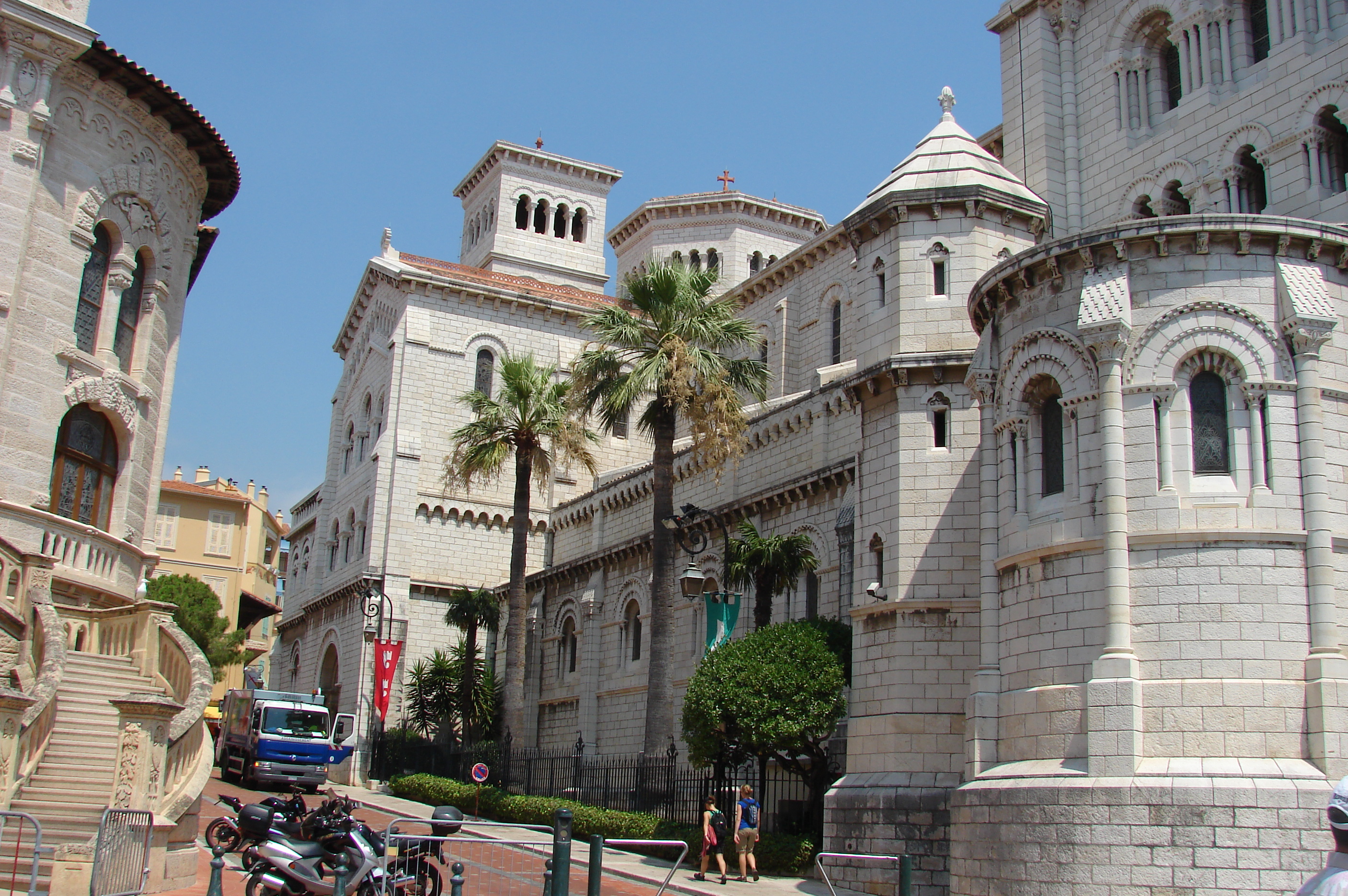
Fianco destro e transetto
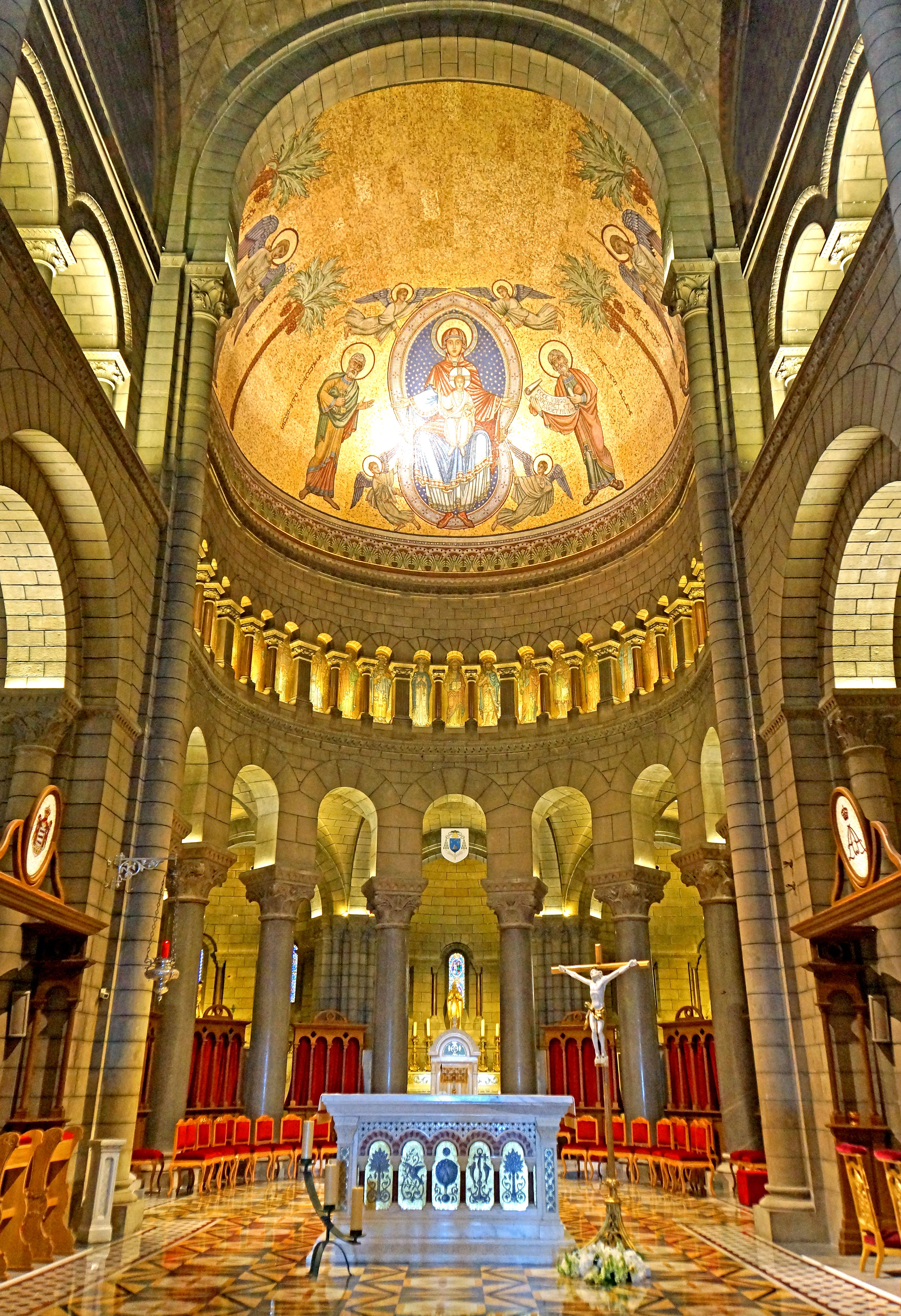
Abside e presbiterio
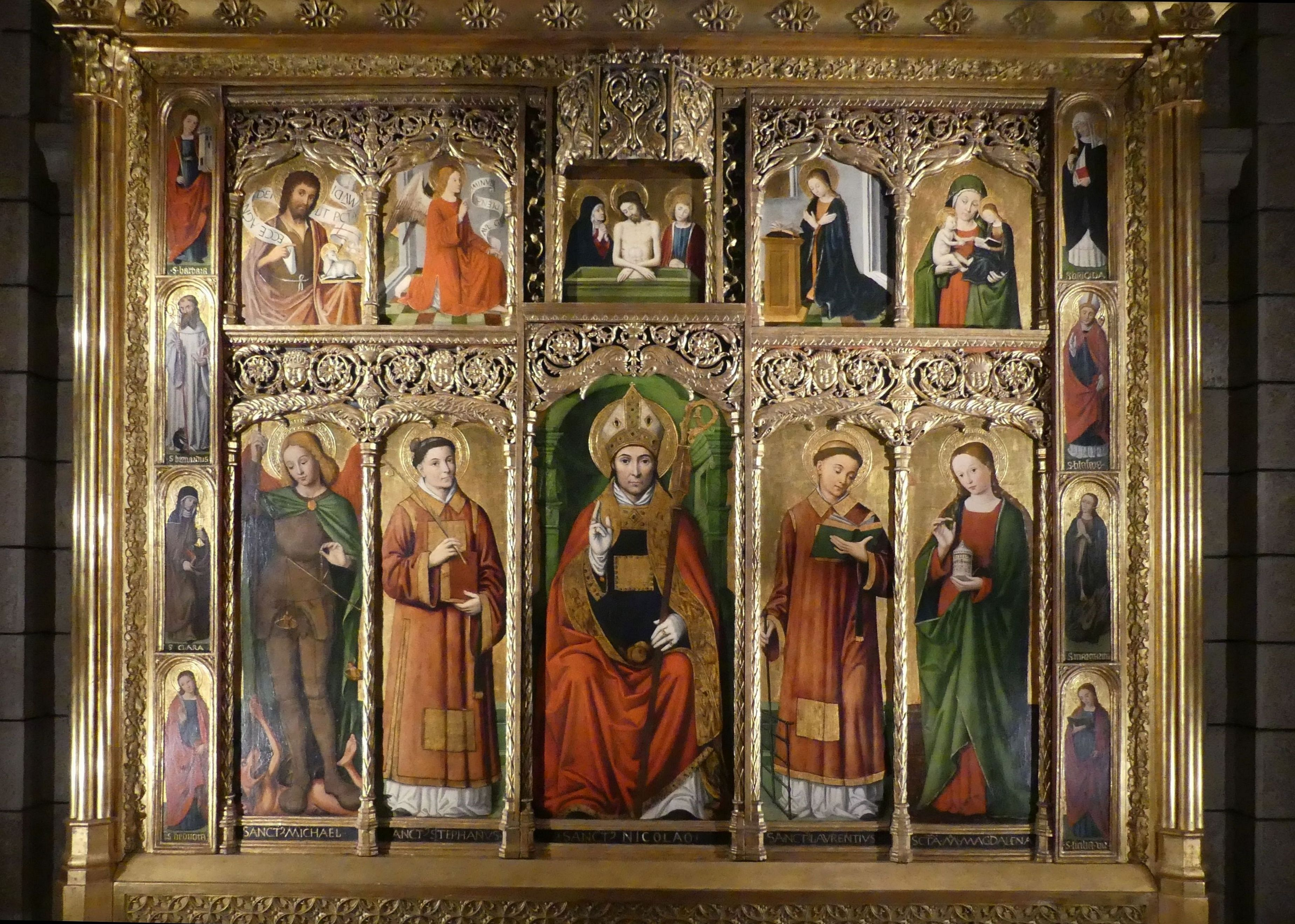
Louis Bréa, Pala di San Nicola (1500)
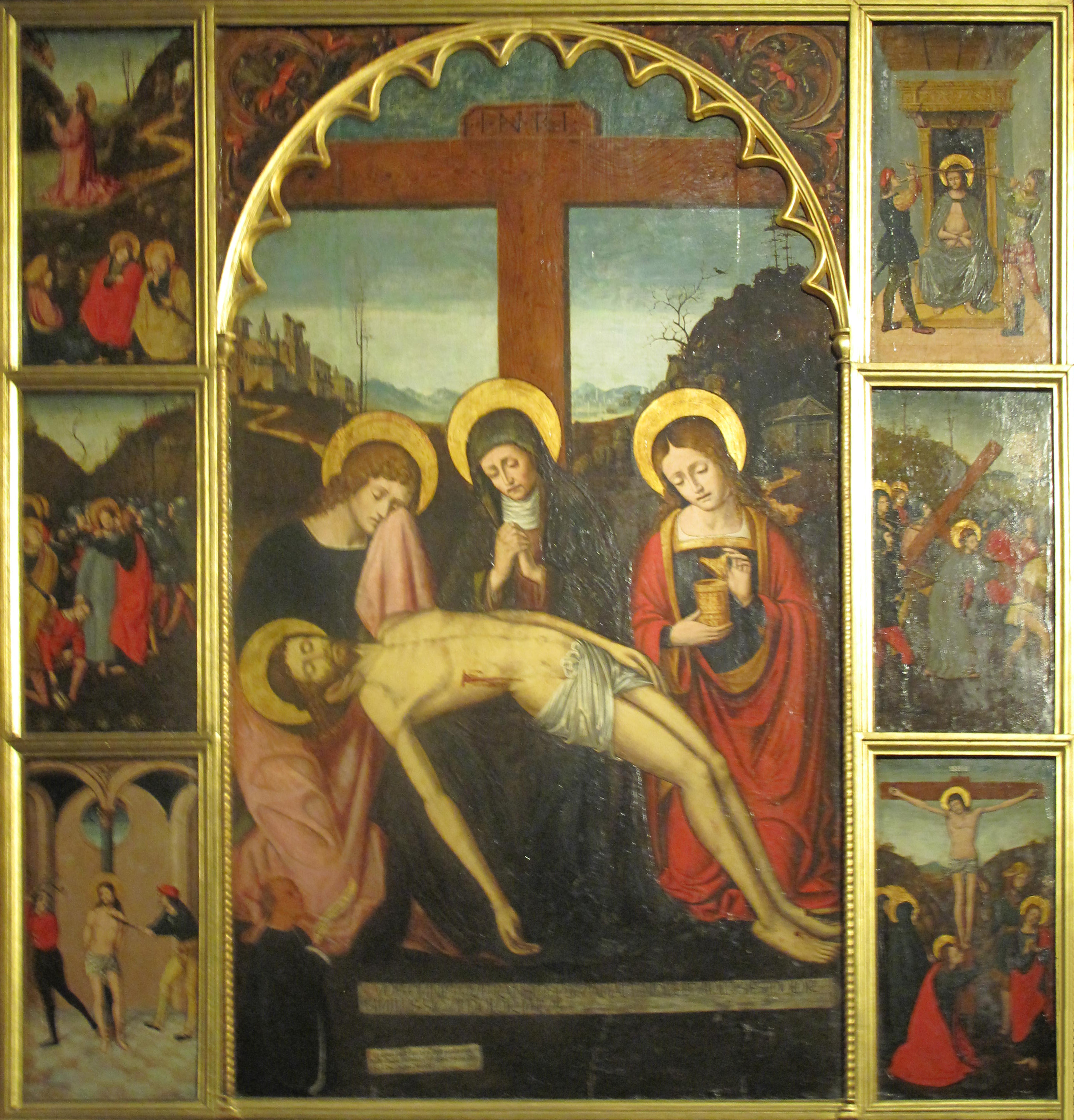
Louis Bréa, Polittico della Pietà (1517)
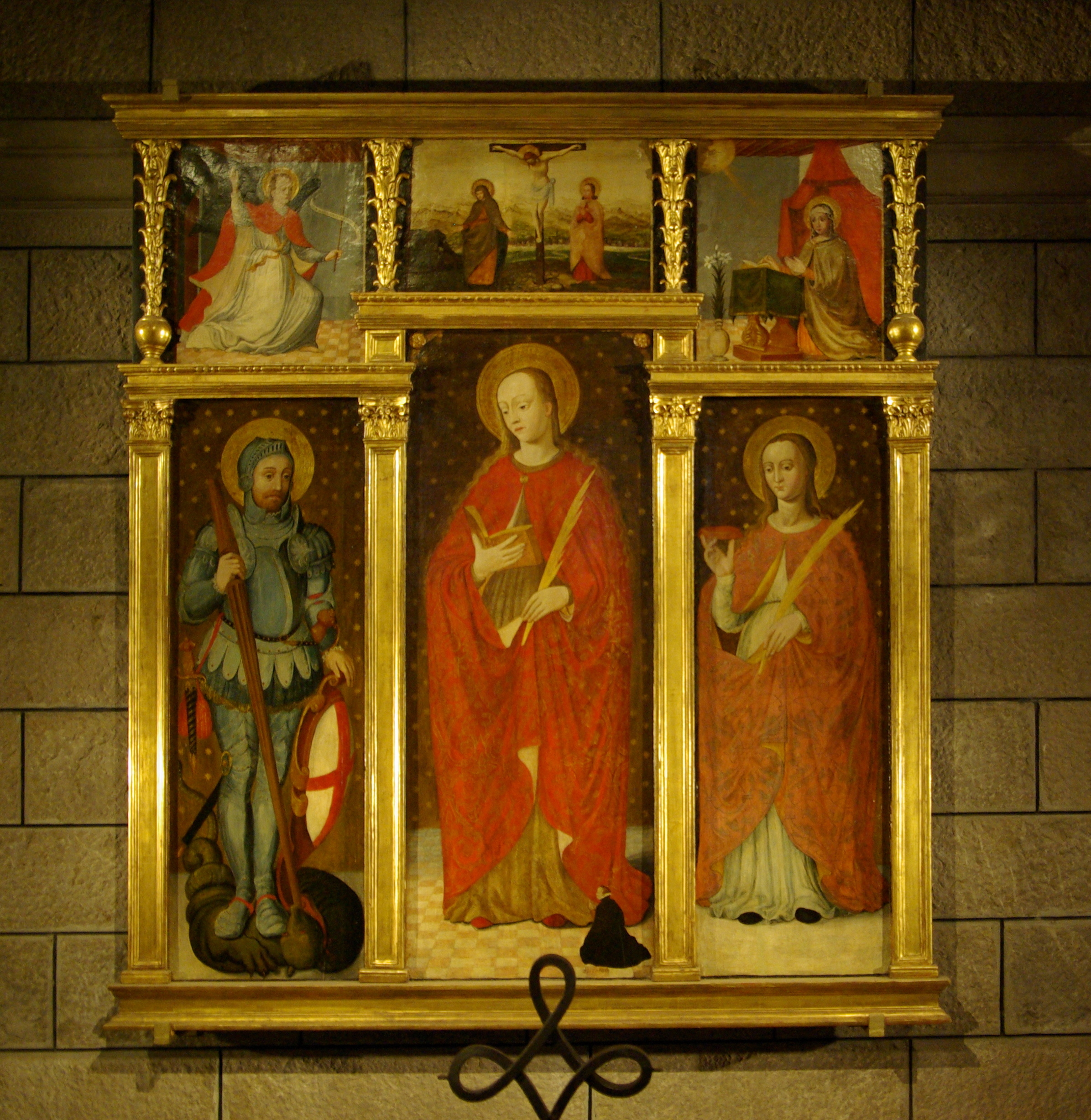
Trittico di Santa Devota (XVI secolo)
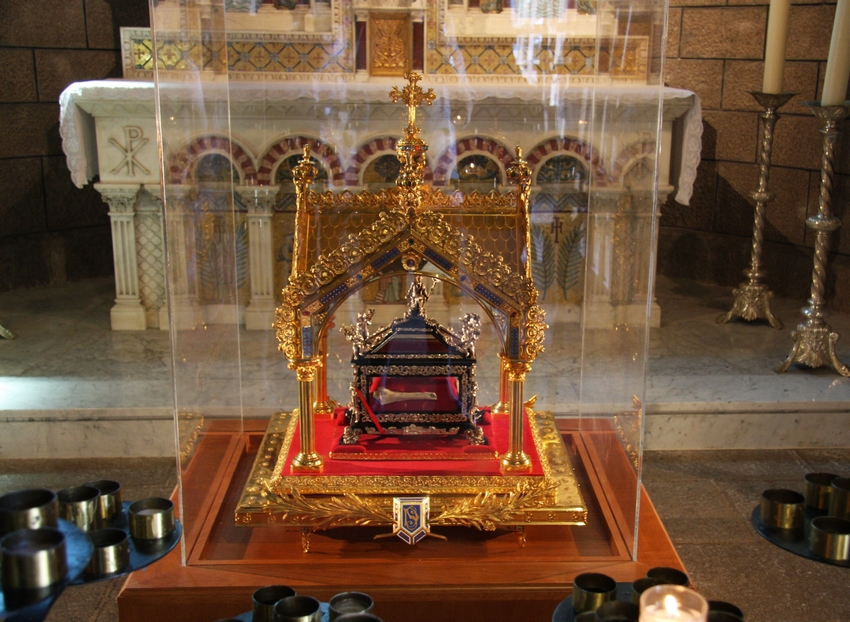
Reliquiario di santa Devota
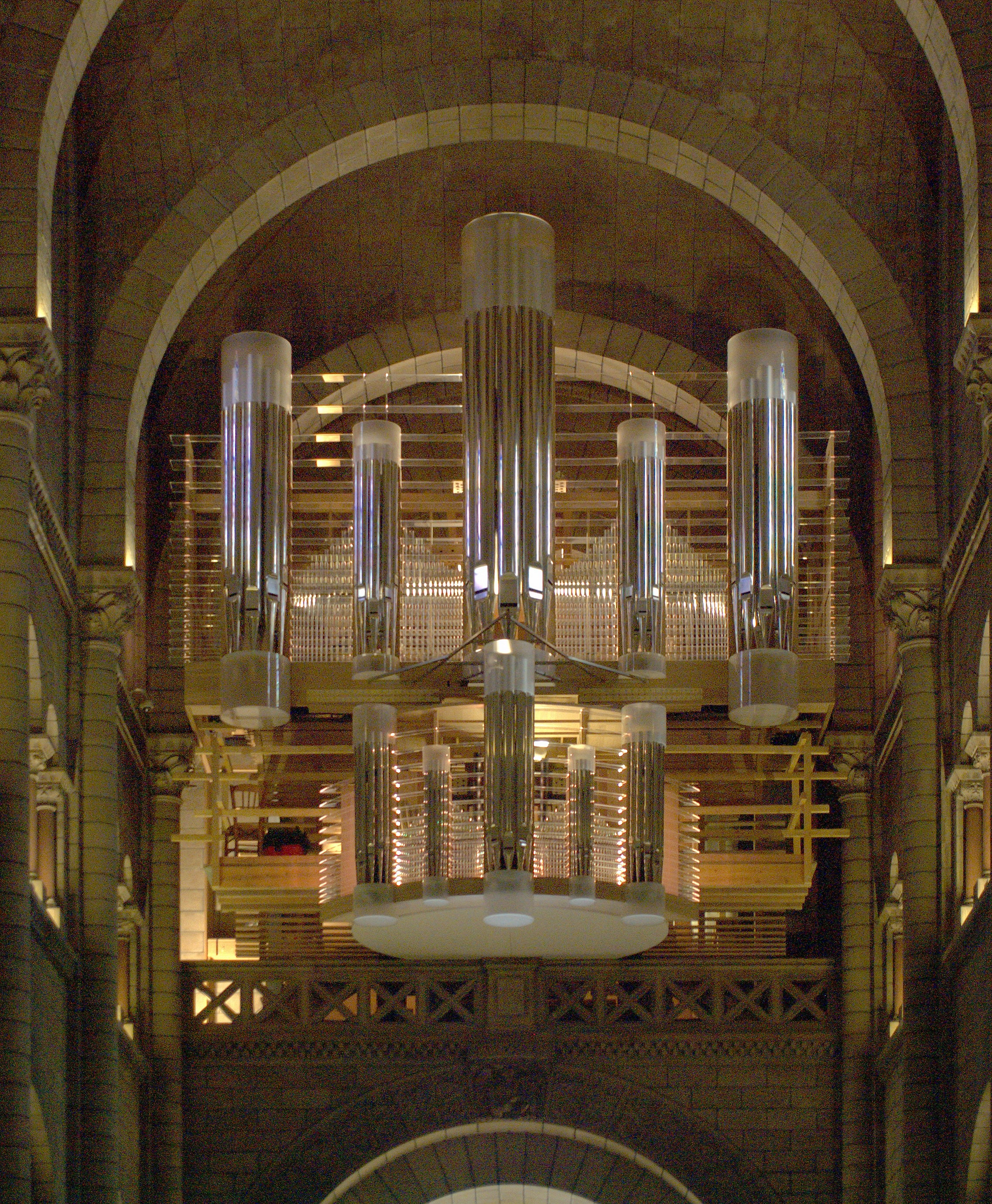
Organo a canne